# 奧野壯
奧野壯（日语：／ Okuno Sō，2000年8月21日—），日本男演員，出生於大阪府寢屋川市，經紀公司為奧斯卡傳播，同時也是同事務所的男劇團・青山表參道X的成員。身高168cm，血型A型。

## 簡歷
在2017年11月，在JUNON SUPER BOY獲得｢最佳上相獎」獎和｢明色美顔BOY」獎 。
自2018年加入奧斯卡傳播，同年7月成為同事務所男劇團・青山表參道X的成員。並在同年9月的特攝電視劇假面騎士時王以主角常磐莊吾/假面騎士時王(聲)以演員身分正式出道。

## 演出作品

### 電視劇
- 《假面騎士時王》（2018年9月2日 - 2019年8月25日，朝日電視台） - 主演・常磐莊吾 / 假面騎士時王[3]，
- 《花生醬三明治》（ピーナッツバターサンドウィッチ）（2020年4月3日 - 5月22日，MBS） - 飾演 時田優斗
- 《超速平行英雄甘丁（日语：超速パラヒーロー_ガンディーン）》（2021年6月26日 - 7月10日，NHK綜合頻道） - 主演・森宮大志
- 《戀愛廢話》（2022年4月16日 - 6月19日，朝日電視台） - 主演・仁科悠里
- 《愛憎 警視廳・心理分析搜查班》第7話・第8話「失蹤的少年」（2022年11月23日・30日，富士電視台） - 飾演 番匠司[4]
- 《福岡戀愛白書18》「春天的鄰居」（2023年3月17日，九州朝日放送） - 主演・江頭浩平（與加藤小夏雙主演）[5]
- 《勝利的法庭式》第4話（2023年5月4日，日本電視台） - 飾演 村山翼[6]
- 《女高中生成為僧人》（2023年9月18日 - 10月23日，MBS） - 飾演 磯野柊[7]
- 《下剋上球兒》（2023年10月15日 - 12月17日，TBS） - 飾演 野原舜
- 《我很喜歡你，那你呢？》（2024年1月12日 - 3月15日，讀賣電視台） - 飾演 中津瑞樹
- 《幸福滿滿的便當》 Season2 第1話（2024年1月13日，北海道電視台） - 飾演 華田将平
- 《約定～第16年的真相～》第8話・第9話（2024年5月30日・6月6日，日本電視台・讀賣電視台） - 飾演 有村潤
- 《BILLION×SCHOOL》（2024年7月5日 - 9月13日，富士電視台） - 飾演 城島佑
- 《美妝搭檔情人》（2024年8月6日 - 8月27日 ，富士電視台） - 主演・間宮棗（與豐田裕大雙主演）[8]
- 《香辛料。》（2025年3月27日 - ，BS-TBS・BS-TBS 4K） - 飾演 森田晃[9]
- 《大阪激流傳》（2025年8月31日〈予定〉，NHK綜合頻道） - 飾演 矢坂公彦[10]

### 網路劇
- 《假面騎士時王 補完計劃》（2018年9月2日 - 12月23日，東映特攝粉絲俱樂部）飾演 常磐莊吾
- 《假面騎士時王 外傳 PART2『RIDER TIME 假面騎士龍騎』》（2019年3月31日 - 4月14日、VIDEOPASS）飾演 常磐莊吾 / 假面騎士時王（聲）[11]
- 《RIDER TIME 假面騎士時王 VS 帝騎 / 7人的時王！》（2021年2月9日 - 2月21日）飾演 常磐莊吾 / 假面騎士時王（聲）
- 《RIDER TIME 假面騎士帝騎 VS 時王 / 帝騎館的死亡遊戲》（2021年2月9日 - 2月21日）飾演 常磐莊吾 / 假面騎士時王（聲）
- 《惡魔拉法頌》（2021年6月19日，全8話，Hulu）飾演 神田優介
- 《GIVEN 被贈與的未來（劇場版）》（2021年7月17日 - 8月21日，全6話，FOD） - 鹿島柊[12]
- 《變得不可愛時再見》（2022年5月9日 - 6月27日，VISION） - 島田[13][14]
- 《今天也，支持某人的人。》（2022年10月7日，YouTube）[15]
- 《『BILLION×SCHOOL』FOD原創故事》（2024年9月13日，FOD） - 城島佑[16]

### 電影
- 《劇場版 假面騎士Build Be The One》（2018年8月4日，東映）飾演 假面騎士時王（聲）
- 《假面騎士平成Generations Forever》（2018年12月22日，東映）飾演 常磐莊吾/假面騎士時王（聲）[17]
- 《劇場版 假面騎士時王 Over Quartzer》（2019年7月26日，東映）飾演 常磐莊吾/假面騎士時王（聲）[18]
- 《假面騎士令和The First Generation》（2019年12月21日，東映）飾演 常磐莊吾/假面騎士時王（聲）[19]
- 《我太受歡迎了，該怎麼辦？》（2020年7月10日公開、松竹）飾演 四之宮隼人
- 《劇場版情色小說家〜PlayBack〜》（2021年2月26日，松竹）飾演 明實靜雄[20]。
- 《假面騎士聖刃 + 機界戰隊全開者 超級英雄戰記》（2021年7月22日，東映）飾演 常磐莊吾/假面騎士時王（聲）
- 《灰色之壁 -大宮Notorious-》（2022年2月25日，映畫配給會社）主演 • 吉田正樹[21]
- 《斜陽》（2022年11月4日公開、彩プロ） 飾演 島崎直治[22][23]
- 《G-MEN》（2023年8月25日，東映）飾演 八代省吾[24]
- 《罪與惡》（2024年2月2日，NAKACHIKA PICTURES）[25]

### 原創視頻
- 《超戰鬥DVD 假面騎士BiBiBi的膽小月津》（2019年9月）飾演 常磐莊吾/假面騎士時王（聲）
- 《假面騎士時王 NEXT TIME Geiz Majesty》（2020年4月22日）飾演 常磐莊吾/假面騎士時王（聲）[26]

### 廣告
- 大塚製藥『oronamin C』（2019年）
- ABC-MAR『NUOVO stretch boots』（2019年）[27]
- ABC-MAR『NUOVO 工作Fit Panpusu』（2020年）
- Softbank『Heart Buds』（2022年）[28]

## 書籍

### 寫真集
- 奧野壯1st寫真集『So far』（2019年9月20日，主婦與生活社）ISBN 978-4-391-15396-5
- 奧野壯2nd寫真集『趣』（2022年11月11日，主婦與生活社）ISBN 978-4-391-15853-3[29]

## 外部連結
- 奧野壯的X（前Twitter）
- 奧野壯的Instagram帳戶
- 奥斯卡傳媒官方介紹（页面存档备份，存于）
- 男劇團 青山表參道X介紹 （页面存档备份，存于）

| 前任： 犬飼貴丈 （假面騎士Build） | 日本假面騎士系列主騎士演員 假面騎士ZI-O 2018年9月2日-2019年8月25日 | 繼任： 高橋文哉 （假面騎士ZERO-ONE） |